# Falklandi ökörszem
A falklandi ökörszem (Troglodytes cobbi) a madarak osztályának verébalakúak (Passeriformes) rendjébe és az ökörszemfélék (Troglodytidae) családjába tartozó faj.

## Rendszerezése
A fajt Charles Chubb brit ornitológus írta le 1909-ban.

## Előfordulása
A Falkland-szigetek területén honos. Természetes élőhelyei a szubantarktikus gyepek. Állandó, nem vonuló faj.

## Megjelenése
Testhossza 14 centiméter, testtömege 17-20 gramm.
|  |

## Természetvédelmi helyzete
Az elterjedési területe nem nagy, egyedszáma 12 000 példány körüli, viszont stabil. A Természetvédelmi Világszövetség Vörös listáján nem fenyegetett fajként szerepel.